# Свои люди — сочтёмся
«Свои люди — сочтёмся» (первоначальные названия «Несостоятельный должник», «Банкрот» и «Банкрут, или Свои люди — сочтёмся») — комедия в четырёх действиях Александра Островского 1849 года.
Первое публичное чтение пьесы состоялось 3 декабря 1849 года в доме Михаила Погодина, где присутствовал также Николай Гоголь. После публикации в журнале «Москвитянин» в 1850 году пьеса имела огромный успех у читателей. Многие писатели также отреагировали на публикацию: Иван Гончаров указывал на знание «автором русского языка и сердца русского человека» и на «искусное введение в комедию драматического элемента», Лев Толстой писал: «Вся комедия — чудо… Островский не шутя гениальный драматический писатель».
Однако пьеса получила отрицательный отзыв цензора Михаила Гедеонова, написавшего: «Все действующие лица: купец, его дочь, стряпчий, приказчик и сваха, отъявленные мерзавцы. Разговоры грязны, вся пьеса обидна для русского купечества». Постановка была запрещена по указанию Николая I со словами «…напрасно печатано, играть же запретить…». За автором был установлен полицейский надзор, снятый в 1855 году. Пьеса была официально разрешена к постановке в сокращённом виде в декабре 1860 года. Спектакль прошёл в Александринском театре в Петербурге 16 января 1861 года. Впервые в первоначальной редакции пьеса была поставлена 30 апреля 1881 года в частном театре Анны Бренко «Близ памятника Пушкину» в Москве.

## Действующие лица
- Самсон Силыч Большов — купец
- Аграфена Кондратьевна Большова — его жена
- Олимпиада Самсоновна (Липочка) — их дочь
- Лазарь Елизарыч Подхалюзин — приказчик
- Устинья Наумовна — сваха
- Фоминишна — ключница
- Сысой Псоич Рисположенский — стряпчий
- Тишка — мальчик

## Сюжет

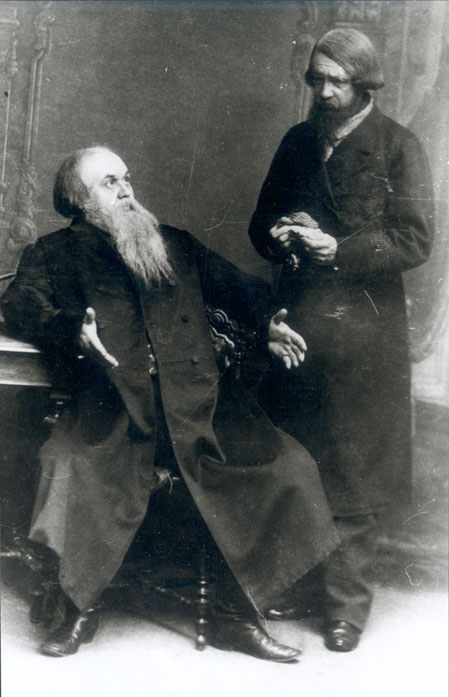
Константин Рыбаков (Большов) и Михаил Садовский (Подхалюзин) в постановке Малого театра 1892 года

Богатый московский купец Самсон Силыч Большов затевает со стряпчим Сысоем Псоичем Рисположенским фиктивное банкротство, чтобы уйти на покой и не отдавать полностью долг по кредиту. Его дочь Олимпиада Самсоновна (Липочка) мечтает выйти замуж за дворянина (благородного). Узнав об этом главный приказчик Большова Лазарь Подхалюзин, опасаясь за своё будущее, решает разыграть свою партию. Он подкупает сваху Устинью Наумовну, обещая ей 2 тыс. рублей и шубу «из живых соболей», если она расстроит сватовство с женихом (которого она уже нашла). Стряпчему он предлагает две тысячи вместо тысячи и старой енотовой шубы, обещанных Большовым. Подхалюзин изображает перед Большовым, что влюблён в Липочку, спесивый самодур Большов решает выдать дочь за него и переписать всё имущество на будущего зятя, чтобы тот кормил его с женой и заплатил кредиторам по 25 процентов долга («25 копеек за рубль»), а если окажется возможным, вообще «по 5-10 копеек». Большов объявляет семье о помолвке Подхалюзина и дочери. Липочка не желает выходить за некрасивого приказчика, но тот, оставшись с ней наедине, сообщает, что дом и лавки теперь — его, а «тятенька-то ваш: банкрут-с!». Подхалюзин соблазняет её перспективами будущей жизни: «Вы и дома будете в шёлковых платьях ходить-с, а в гости или в театр, окромя бархатных, и надевать не станем-с». И дом обещает купить и оформить его с роскошью. А если Липочке его борода не нравится, так он изменит внешность так, как жена пожелает. А родителям подчиняться не будут, сами заживём! Липочка соглашается.
Большов объявляет: «Тебе, Лазарь, дом и лавки пойдут вместо приданого, да из наличного отсчитаем… Только нас со старухой корми, да кредиторам заплати копеек по десяти». Зять отвечает: «Стоит ли, тятенька, об этом говорить? (…) Свои люди — сочтёмся!».
После свадьбы Липочка очень довольна своей жизнью: у неё много новых платьев, хороший дом и роскошь. Приходит Большов, которого временно выпустили из тюрьмы — «долговой ямы». Он плачет и умоляет зятя и дочь выплатить долги по двадцати пяти копеек за рубль, иначе власти могут отправить его в Сибирь. Подхалюзин отказывается, ссылаясь на недостаток денег. Липочка заявляет, что она и муж тоже желают пожить вволю. Подхалюзин нахально отказывается выполнять свои обещания Устинье Наумовне и Рисположенскому и объявляет об открытии нового магазина. («Малого ребёнка пришлёте — в луковице не обочтём.»)

## Постановки
Дважды, в обход запрещения, была поставлена: ноябрь 1857 — в Иркутском театре, в апреле 1860 — в Воронежском театре.
Кроме того, пьесу ставили на любительской сцене: в Петербургском пассаже (1863, Большов — Стахович, Подхалюзин — автор) и др.
Официально, в искаженной цензурой редакции, пьеса была разрешена к представлению 9 декабря 1860. Эта редакция сохранялась до 1881:
- 16 января 1861 — Александринский театр, в бенефис Ю. Н. Линской (Большов — Бурдин, Большова — Воронова, Липочка — Левкеева, Подхалюзин — П. Васильев, Устинья Наумовна — Линская, Рисположенский — Зубров, Фоминишна — Громова, Тишка — Горбунов, Квартальный — Волков).

Среди последующих постановок в Александрийском театре — 1870 (Большов — Полтавцев, Подхалюзин — Новиков), 1886 (Большов — Писарев), 1896 (Большов — Варламов, Подхалюзин — Сазонов, Устинья Наумовна — В. Стрельская, Рисположенский — Давыдов), 1907 (на сцене Мариинского театра, в юбилейный бенефис Стрельской; Большов — Варламов, Липочка — Потоцкая, Подхалюзин — Ст. Яковлев, Устинья Наумовна — Стрельская), 1909.
- 31 января 1861 — Малый театр, в бенефис П. М. Садовского (Большов — Щепкин, Большова — Акимова, Липочка — В. Бороздина 1-я, Подхалюзин — П. Садовский, Устинья Наумовна — Б. Бороздина 2-я, Рисположенский — В. Живокини, Фоминишна — Кавалерова, Тишка — М. Садовский).

Среди последующих постановок в Малом театр — 1869 (Большов — П. Садовский), 1892 (Большов — К. Рыбаков, Липочка — Уманец-Райская, Подхалюзин — М. Садовский, Устинья Наумовна — Садовская, Рисположенский — Макшеев, Правдин), 1896, 1904.
- Орловский театр (1864)

В 1872 году А. Ф. Федотов, с большим трудом добившись разрешения на организацию Народного театра на Политехнической выставке, впервые поставил данную пьесу без цензурных купюр; театр был закрыт через три месяца.
- Пушкинский театр в Москве (1881, впервые официально без цензурных искажений; Большов — Писарев, Подхалюзин — Андреев-Бурлак)
- Ачинский театр (1890)
- Театр Корша (1894)
- Московское Общество искусства и литературы (1895)
- Новый театр, Москва (1899)
- Ярославский театр (1900)
- Киевский театр Соловцова (1912)
- Петроградский гос. акад. театр драмы (1923, реж. Евт. Карпов; Большов — Малютин, Большова — Корчагина-Александровская, Липочка — Потоцкая, Подхалюзин — П. Лешков, Устинья Наумовна — Чижевская; 1939)
- Лен-тюз (1927, 1933, 1944)
- Малый театр (1928, Липочка — В. Орлова, Подхалюзин — Н. Яковлев; 1946; 1959, реж. Л. Волков, худ. А. Васильев; Большов — Любезнов, Подхалюзин — Анненский, Устинья Наумовна — Белевцева, Рисположенский — Владиславский, Владимир Шарлахов)
- передвижной Рабочий театр (1933)
- Госцентюз, Москва (1932, 1938)
- Казанский ТЮЗ (1941)
- Рязанский ТЮЗ (1944)
- Московский ТЮЗ (1945)
- Ашхабадский ТЮЗ
- Куйбышевский ТЮЗ (1947)
- Бакинский ТЮЗ (1948)
- Одесский театр им. Октябрьской революции (1949)
- Художественный театр им. Я. Райниса, Рига (1951)
- Ленинградский театр им. Ленинского комсомола (1952)
- Ростовский театр драмы имени М. Горького (1952)
- Тираспольский театр драмы и комедии (1969) Реж. Ю. С. Доронченко. Большов — Е. Рубинштейн, Подхолюзин — Е. Мызников, Липочка — Т. Попадьиченко, Рисположенский — Б. Аксенов, Устинья Наумовна — Л. Колохина, Тишка — В. Нефёдов
- 1973 — Ленинградский ТЮЗ. Реж. Л. А. Додин, худ. Э. С. Кочергин. В ролях: Подхалюзин — Г. Г. Тараторкин, сваха — А. Н. Шуранова
- 1990 — Кишинёвский русский драматический театр им. А. П. Чехова. «Банкрот» Реж. М. М. Абрамов, худ Е. Елица. Большов — П. Соколов, Большова — Р. Кириллова, Подхалюзин — М. Миликов, Рисположенский — Б. Аксенов, Устинья Наумовна — Л. Колохина, Фоминишна — З. Чеботарь
- 1996 — Малый театр. Реж. А. А. Четверкин, худ. Г. А. Белов
  - 1970 — телеспектакль (Малый театр?)

## Экранизации
- 2009 — «Банкрот» (реж. Игорь Масленников)